# Dinna Bjørn
Dinna Bjørn, född 14  februari 1947 i Köpenhamn, är en dansk balettdansare och koreograf. Hon är dotter till balettdansare och balettmästare, Niels Bjørn Larsen och pianist Elvi Henriksen.
Bjørn uppträdde på Pantomimeteatret i Tivoli från hon var nio år gammal och upptogs på Det Kongelige Teaters balettskola när hon var sexton. Sitt genombrott fick hon i huvudrollen som Clara i baletten Nötknäpparen, som hade skapats speciellt för henne av Flemming Flindt och samma år debuterade hon som koreograf med balletten 8+1 som hon också hade komponerat musiken till.
Hon har dansat stora roller inom både klassisk och modern balett, men är mest känd som dansare och instruktör inom Bournonville-skolan. Hon turnerade  utomlands med danska solodansare  från Den Kongelige Ballet tills hon slutade dansa 1987.
Mellan 1990 och 2001 var Dinna Bjørn balettmästare på Den Norske Opera & Ballett i Oslo och från 2001 till 2008 på Finlands nationalbalett i Helsingfors.

## Utmärkelser
- Dannebrogorden[8]
- Norska förtjänstorden[7]
- Finlands Vita Ros’ orden[7]